# Hugo Gernsback
Œuvres principales
- Ralph 124C 41+
- Ultimate World
- Amazing Stories
- Wonder Stories

Hugo Gernsback, né le 16 août 1884 à Bonnevoie, une localité de l'ancienne commune d'Hollerich au Luxembourg et mort le 19 août 1967  à New York, est un romancier de science-fiction et homme de presse américain.
Il est le créateur du terme « science-fiction », influencé par Jules Verne et H.G. Wells.

## Biographie
Hugo Gernsback naît le 16 août 1884, à Bonnevoie, une localité de l'ancienne commune d'Hollerich, au Luxembourg.
Il émigre aux États-Unis en 1904. En 1908, il fonde la société d'édition Modern Electronics Publications. Il publie alors la revue de vulgarisation scientifique Modern Electrics, puis une revue pour les radio-amateurs, Radio News. En 1913, Modern Electronics Publications disparaît, et Gernsback fonde une nouvelle société nommée The Experimenter Publishing Compagny. En 1919, il lance la revue Radio News, et, en avril 1926, Amazing Stories, qui est la première revue de science-fiction (même si le terme n'existe pas encore). C'est dans ce premier numéro d'avril 1926 qu'il définit la « scientifiction ». La crise de 1929 entraîne la faillite de son entreprise ; il en fonde aussitôt une nouvelle, nommée Gernsback Publications, avec deux filiales, Stellar Publishing et Techni-Craft Publishing.
C'est cette année-là qu'il fonde Science Wonder Stories dont l'éditorial, rédigé par Gernsback, ainsi que trois autres publications : Air Wonder Stories, Science Wonder Quaterly et Scientific Detective Monthly. L'année suivante, les publications Science Wonder Stories et Air Wonder Stories sont regroupées dans Wonder Stories.
Plus qu'à sa qualité d'auteur de science-fiction, c'est surtout à son dévouement à la cause du développement de la science-fiction qu'Hugo Gernsback doit sa célébrité. Il a notamment permis à de nombreux auteurs de science-fiction de faire leurs premiers pas dans les magazines qu'il a créés.
Le plus prestigieux prix de la science-fiction porte son nom, le prix Hugo. C'est le prix du fandom dont Gernsback fut l'instigateur dans les années 1930. Il sera récompensé par un prix Hugo spécial en 1960 en récompense pour son travail d'éditeur.
Gernsback est aussi un inventeur et un entrepreneur dans le domaine de la transmission sans fil. Il détient 80 brevets à la fin de sa vie en 1967.
Gernsback a été un des principaux promoteurs de la télévision aux Etats-Unis. Il prétendait avoir forgé le terme, ce qui est inexact. Mais, dès 1909, il prévoit l'arrivée du téléphone et de la télévision. Il a écrit une trentaine d'article sur le sujet entre 1909 et 1939, le plus souvent des préfaces dans les magazines qu'il dirigeait (Modern Electrics, Electrical Experimenter, Radio News, Television News, Radio-Craft). Il était propriétaire de la station new-yorkaise de radio WRNY, qui, en 1928, a été une des premières à diffuser des émissions expérimentales, en encourageant les amateurs à construire leur propre récepteur avec disque de Nipkow.

## Critiques
Hugo Gernsback en tant qu'éditeur cherche la rentabilité de ses magazines et n'a que faire de la qualité littéraire des nouvelles qui y sont publiés. Il paie très mal les auteurs alors qu'il s'octroie un salaire annuel de 100 000 $. Barry N. Malzberg, auteur de science-fiction et éditeur de Amazing Stories (quand celle-ci n'était déjà plus en possession de Gernsback) le traite même d'escroc et insiste sur son manque de respect envers les auteurs. Comme ses confrères éditeurs de pulps, revues bon marché fabriquées avec du très mauvais papier, il use de pratiques immorales pour rentabiliser ses revues. Ainsi, en ayant plusieurs sociétés d'édition, il peut en perdre une pour banqueroute mais racheter les biens intellectuels de celle-ci avec une autre et ainsi ne pas avoir à payer les auteurs. Ceux-ci ne touchent leur argent qu'à la parution de leurs nouvelles, et non lorsqu'elle est acceptée par l'éditeur. Enfin des nouvelles sont reprises d'une revue à l'autre, le titre et le nom des personnages sont changés et l'auteur ne touche rien.

## Fondateur de magazines
- Modern Electrics, (décembre 1909), magazine de science et de technologie ;
- Radio News (en) (1920), principal magazine d'avant-guerre à destination des radio-amateurs ;
- Amazing Stories (1926) ;
- Science Wonder Stories, 12 numéros (1929) ; le premier numéro de ce magazine contiendrait la première référence au mot « science-fiction » ;
- Air Wonder Stories, 11 numéros (1929) ;
- Science Wonder Quaterly, 3 numéros (1929) ;
- Scientific Detective Monthly, 16 numéros (1929) ;
- Wonder Stories, 66 numéros (1930) ;
- Superworld Comics, 3 numéros (1939) ;
- Science-Fiction Plus, 7 numéros (1953).

## Œuvres
- 1911 : Ralph 124C 41+
- 1929 : L'Éclair mortel
- 1971 : Ultimate World

## Inspiré par Hugo Gernsback
- The Gernsback Continuum (1981, livre de William Gibson).
- Ergo Proxy (manga) dont l'épisode 7
- Full Metal Panic! (manga)
- Forrest J. Ackerman, Forrest J Ackerman's World of Science Fiction
- Mass Effect 2, (jeu vidéo) durant l'une des missions secondaires, l'épave d'un vaisseau spatial porte le nom Hugo Gernsback
- À la poursuite de demain, film des studios Disney sorti en 2015, l'un des deux robots AA du magasin porte son nom.

## Hugo Gernsback, personnage de fiction
Dans la nouvelle La Scientifiction, un miracle français, parue dans la revue Galaxies n°75 intitulé « Uchronies », janvier 2022, pages 130 à 135, Alain Rozenbaum imagine que Hugo Gernsback, à la suite d'un accident de la circulation, reste en France et y fonde des maisons d'édition spécialisées dans la science-fiction et la fantasy. Par la suite, le genre se développe en France, laquelle devient le pays-phare de la SF dans le monde. Après les romans et les nouvelles, la bande dessinée, puis le cinéma, la France inondera le monde de ses productions intellectuelles en littératures de l'imaginaire.